# Aneuretus simoni
Aneuretus simoni е вид насекомо от семейство Мравки (Formicidae). Видът е критично застрашен от изчезване.

## Разпространение
Разпространен е в Шри Ланка.